# Andreas Becker
Andreas Becker (ur. 8 marca 1970 w Mülheim an der Ruhr) – niemiecki hokeista na trawie, złoty medalista olimpijski z Barcelony.
Brał udział w dwóch igrzyskach (IO 92, IO 96). Największy sukces w karierze odniósł w 1992, kiedy to wywalczył złoty medal olimpijski. Był mistrzem Europy w 1991 i 1995. Łącznie rozegrał w kadrze 123 spotkania, w latach 1989-1996.